# Сто тысяч мучеников Тбилиси
Сто тысяч мучеников (груз. ასი ათასი მოწამე, латинизир.: asi atasi mots’ame; первоначально ათნი ბევრნი მოწამენი, at’ni bevrni mots’ameni) — святые Грузинской православной церкви, которые были казнены за то, что не отреклись от христианства после захвата столицы Грузии Тбилиси хорезмийским султаном Джалал ад-Дином в 1226 году. Современных свидетельств с оценкой количества погибших не сохранилось. Первая оценка была дана анонимной грузинской «Хроникой столетия», написанной сто лет спустя после событий, в XIV веке. Автор хроники писал про предположительно 100 тысяч человек погибших. Грузинская церковь поминает их 13 ноября (31 октября по старому стилю).

## Исторические факты и агиография
Первое столкновение Джалал ад-Дина с Грузинским царством произошло в 1225 году, когда его армия нанесла сокрушительное поражение грузинам при Гарни, положив конец средневековому расцвету Грузии. В следующем году Джелал ад-Дин выдвинулся в Тбилиси, вынудив царицу Грузии Русудан и её двор бежать. Грузинские войска, оставшиеся для защиты столицы, оказали ожесточенное сопротивление, но силы Джалал ад-Дина в конце концов ворвались в город с помощью местных мусульман 9 марта 1226 года.
Согласно Минорскому и Бойлю, христианское население было вырезано. Ан-Насави, секретарь Джалал ад-Дина, писал, не уточняя количества погибших: «был захвачен город. Мечи полновластно распорядились его жителями. <…> были перебиты в нём (Тифлисе) все находившиеся там грузины и армяне». Киракос Гандзакеци (1203—1271) писал: «пошел на Тифлис. <…> захватил город, множество людей истребил, ещё больше людей заставил отречься от христианства и склониться к лживому и неверному учению мусульман. После этого многие из страха перед смертью променяли истину на ложь; другие же дерзостно предпочли смерть жалкой жизни и, унаследовав славу мучеников». Современник событий, Себастаци, не писал о резне: «султан выступил на Гаг и Тбхис, где часть христиан принудил отказаться от их вероисповедания».
Через сто лет после резни грузинский летописец живописал зверства захватчиков, которые отрывали младенцев от груди матерей и разбивали их головы: «волосы и кровь, головы и отсеченные части тел, кишки растоптанные и затоптанные лошадьми — все было перемешано». Архиепископ Закария Мачитадзе утверждал, что «Туркмены кастрировали маленьких детей», вероятно, это искаженное переложение слов Киракоса Гандзакеци: «[султан] издал приказ — не спрашивать, желают или не желают [отречься от христианства], а насильно обрезать всех. И так два [мусульманина] на площадях насильно хватали людей за руки, а третий выхватывал меч и отсекал кожу мужского члена».
Согласно грузинскому источнику, Джалал ад-Дин снёс купол собора Сиони и заменил его троном для себя. Архиепископ Закария Мачитадзе утверждал, что по распоряжению султана иконы Христа и Девы Марии вынесли из собора и поместили на мосту через реку Мтквари, чтобы заставить христиан наступить на них. Тех, кто отказывался осквернять иконы и совершать отступничество в сторону ислама, обезглавили. Однако средневековый летописец рисовал иную картину: «поднял руку на Сион, дабы разрушить купол его, замыслив на его место положить гнусное свое седалище, приложив (к куполу) для восхождения помост высокий и пространный. А к этому присовокупил и то, что образы Господа нашего Иисуса Христа и Всесвятой Богородицы, что были собственностью Сиона, повелел принести и на тот помост возложить ликом ввысь. И силой понуждал всех покоренных — мужей и жен — попирать святые образы и отвергнуть веру, а тем, кто отпирался, отсекал головы». То есть, для того, чтобы султан взгромоздился на трон на месте купола собора, был построен высокий помост. На помост положили ликом вверх иконы. Где именно лежали же те образы, которые заставляли попирать тбилисцев, указания нет. По предположению автора, «число их по обилию не сосчитаемо, ибо мнится мне, что число то достигло ста тысяч убиенных».
М. Сабинин писал о 10 тысячах мучеников — сдавшихся воинов цитадели. Средневековый грузинский летописец указывает число убитых как груз. ათნი ბევრნი (ат’ни беврни). Первая часть этого числа, груз. ათნი - ат’ни, означает «десять». Вторая часть, груз. ათნი ბევრნი - беврни, на современном грузинском языке означает «много». Вероятно, она происходит от древнеперсидского baiwar/n, означавшего «десять тысяч», и имеет ныне устаревшее значение «десять тысяч».